# Parque nacional Barranca del Cupatitzio
El Parque Nacional Barranca del Cupatitzio está ubicado en Uruapan en Michoacán, México. En este lugar nace el río Cupatitzio cuyas aguas son aprovechadas para la producción de energía eléctrica, "Cupatitzio" que en purhépecha quiere decir: río que canta, el cual forma una multitud de corrientes de agua a lo largo y ancho del parque. Fue decretado como parque nacional el 2 de noviembre de 1938 por el entonces presidente Lázaro Cárdenas del Río, y en el 2007 fue publicado su programa de manejo, instrumento mediante el cual es regulada su administración y operación. Tiene mucha diversidad cultura y una hermosa leyenda

## Nacimiento del río
El lugar exacto del nacimiento del río Cupatitzio se conoce como "La rodilla del Diablo", una poza de 3 m de profundidad.

## Descripción
Comprende una superficie de 471.8 hectáreas que incluyen dos áreas principales:
- Área recreativa: 19.8 ha.
- Área de conservación del parque nacional: 452 ha.

El parque tiene una abundancia de fuentes de agua y se compone de vegetación templada y tropical, ya que está ubicada cerca de la ciudad de Uruapan, que es la puerta de entrada de Tierra Caliente a 110 km de Morelia capital del estado de Michoacán, al poniente de la Ciudad de México (400 km aprox). Es uno de los principales centros recreativos del estado de Michoacán. En este espacio se generan importantes servicios ambientales, entre ellos, protección de la diversidad biológica, captación de agua de lluvia, regulación del clima, captura de carbono y producción de oxígeno.

## Biodiversidad
De acuerdo al Sistema Nacional de Información sobre Biodiversidad de la Comisión Nacional para el Conocimiento y Uso de la Biodiversidad (CONABIO) en el Parque Nacional Barranca del Cupatitzio  habitan más de 400 especies de plantas y animales de las cuales 26 se encuentran dentro de alguna categoría de riesgo de la Norma Oficial Mexicana NOM-059  y 33 son exóticas,
| Paraje                     | Especies dominantes                                                   |
| Entrada al Área de Montaña | Pinus lawsonii, Quercus obtusata                                      |
| Joya del Durazno           | Pinus michoacana, Pinus lawsonii, Pinus douglasiana, Clusia salvinii  |
| Piedra del Agua            | Pinus douglasiana, Quercus castanea                                   |
| Parcela Escolar            | Pinus lawsonii, Quercus castanea                                      |
| Vivero                     | Pinus lawsonii, Pinus douglasiana, Quercus castanea                   |
| Loma de Don Miguel         | Pinus michoacana, Quercus obtusata                                    |
| Cerro Chiquito             | Pinus michoacana, Pinus lawsonii, Pinus douglasiana, Quercus castanea |
| La Pitaya                  | Pinus lawsonii, Quercus obtusata, Quercus castanea                    |
| Hoya de Vargas             | Pinus lawsonii, Quercus obtusata                                      |
| Loma de Córdoba            | Pinus lawsonii, Quercus obtusata                                      |
| Fábrica de San Pedro       | Pinus douglasiana, Quercus castanea                                   |
| La Torrecilla              | Pinus lawsonii, Quercus obtusata, Quercus castanea                    |
| La Isla                    | Pinus lawsonii, Pinus michoacana                                      |
| El Guayabo                 | Pinus douglasiana                                                     |

CONANP. (2006) Programa de Conservación y Manejo Parque Nacional Barranca del Cupatitzio. SEMARNAT. pp. 196
Especies prioritarias del Parque 
| Nombre científico               | Nombre común     |
| Aves                            |                  |
| Atthis heloisa                  | Colibrí          |
| Campylorhinchus gularis         | Matraca          |
| Campylorhinchus megalopterus    | Matraca          |
| Catharus frantzii               | Zorzalito        |
| Cinclus mexicanus               | Mirlo acuático   |
| Dendrortyx macroura             | Gallina de monte |
| Empidonax affinis               | Mosquero         |
| Ergaticus ruber                 | Chipe            |
| Lepidocolaptes leucogaster      | Trepatroncos     |
| Melanerpes chrysogenys          | Carpintero       |
| Melanotis caerulescens          | Mulato           |
| Myadestes occidentalis          | Jilguero         |
| Nyctiphrynus mcleodii           | Tapacaminos      |
| Picoides arizonae [stricklandi] | Carpintero       |
| Streptoprocne semicollaris      | Vencejo          |
| Thryothorus felix               | Saltapared       |
| Turdus rufopalliatus            | Zorzal           |

CONANP. (2006) Programa de Conservación y Manejo Parque Nacional Barranca del Cupatitzio. SEMARNAT. pp. 196
Mamíferos
| Artibeus hirsutus          | Murciélago           |
| Cratogeomys gymnurus       | Tuza                 |
| Leopardus pardalis         | Ocelote              |
| Leptonycterus nivalis      | Murciélago           |
| Odoicoleus virginianus     | Venado               |
| Pappogeomys alcorni        | Tuza                 |
| Pappogeomys tylorhynus     | Tuza                 |
| Reithrodontomys chrysopsis | Ratón                |
| Sigmodon alleni            | Ratón                |
| Sigmodon mascotensis       | Ratón                |
| Sorex saussure             | Musaraña             |
| Zygogeomys trychopus       | Tuza de los volcanes |

CONANP. (2006) Programa de Conservación y Manejo Parque Nacional Barranca del Cupatitzio. SEMARNAT. pp. 196
Anfibios
| Eleutherodactylus angustidigitorum | Rana            |
| Hyla bistincta                     | Rana            |
| Pseudoeurycea belli                | Tlaconete pinto |

CONANP. (2006) Programa de Conservación y Manejo Parque Nacional Barranca del Cupatitzio. SEMARNAT. pp. 196
Especies prioritarias del Parque 
Reptiles| 
| Nombre científico    | Nombre común |
| Crotalus basiliscus  | Cascabel     |
| Crotalus molossus    | Cascabel     |
| Crotalus polystictus | Cascabel     |
| Geophis petersii     | Culebra      |
| Geophis tarascae     | Coral falso  |
| Pituophis deppei     | Culebra      |
| Thamnophis cyrtopsis | Culebra      |

CONANP. (2006) Programa de Conservación y Manejo Parque Nacional Barranca del Cupatitzio. SEMARNAT. pp. 196
Fauna silvestre
México es uno de los países con mayor diversidad biológica en el mundo, ocupando el primer lugar con 717 especies de reptiles, el segundo lugar en mamíferos con 449 especies y el cuarto lugar con 282 tipos de anfibios (Ramammoorty et al., 1994). Además, cuenta con 1,010 especies de aves, que representan un 30% más que Estados Unidos de América y Canadá juntos. Michoacán tiene el 14% de los anfibios (40 especies; SEE 2003), el 20% de los reptiles (146 especies; SEE 2003), el 36% de los mamíferos (160 especies; SEE 2003) y el 52% de las aves (522 especies; SEE 2003). En contraste, México ocupa uno de los cuatro primeros lugares mundiales en cuanto a deforestación, mientras que Michoacán tiene el tercer lugar nacional, con una pérdida anual de 15,000 a 25,000 ha (SEE 2003). CONANP. (2006) Programa de Conservación y Manejo Parque Nacional Barranca del Cupatitzio. SEMARNAT. pp. 196
Michoacán zoogeográfica mente se encuentra localizado en la zona de transición de dos grandes regiones: la Neártica, que comprende las zonas templadas y frías de Norteamérica y la Neotropical, que incluye las zonas tropicales desde México hacia Sudamérica. La fauna silvestre del Eje Neovolcánico Transversal es principalmente de afinidades neárticas y es característica de climas templados, con presencia de algunos elementos neotropicales. CONANP. (2006) Programa de Conservación y Manejo Parque Nacional Barranca del Cupatitzio. SEMARNAT. pp. 196
La fauna silvestre es uno de los componentes importantes de la alta diversidad biológica del Parque Nacional Barranca del Cupatitzio. Destaca, además de la alta riqueza de especies, sus características biogeográficas y la presencia de especies endémicas o en riesgo  CONANP. (2006) Programa de Conservación y Manejo Parque Nacional Barranca del Cupatitzio. SEMARNAT. pp. 196
Mamíferos
El Eje Neovolcánico Transversal es una de las zonas con mayor diversidad de mamíferos en México (Fa y Morales, 1991). En la Meseta Purépecha, incluyendo la región de Uruapan, Orduña y Salas (1993a) registraron 62 especies. Dentro de los límites del Parque se han registrado 57 especies de mamíferos (Orduña y Salas, 1993b; Chávez-León, 2006) pertenecientes a 16 familias, lo que representa el 36% de las especies del estado de Michoacán y el 13% de las especies de mamíferos mexicanos. Esto indica la importancia de esta ANP para la conservación de la diversidad biológica. CONANP. (2006) Programa de Conservación y Manejo Parque Nacional Barranca del Cupatitzio. SEMARNAT. pp. 196
Dentro del Área de Montaña se encuentran nueve especies de mamíferos endémicos de México: un murciélago (Artibeus hirsutus), una musaraña Sorex saussurecoi, cuatro tuzas Pappogeomys alcorni, Cratogeomys tylorhynus, Cratogeomys gymnurus y Zygogeomys trichopus y tres ratones de campo Reithrodontomys chrysopsis, Sigmodon mascotensis y S. alleni. CONANP. (2006) Programa de Conservación y Manejo Parque Nacional Barranca del Cupatitzio. SEMARNAT. pp. 196
Una de esas tuzas, la michoacana Z. trichopus, destaca por ser una especie endémica de Michoacán y estar enlistada como en peligro de extinción en la NOM-059- NOM-059-SEMARNAT-2001: Protección ambiental-Especies nativas de México de flora y fauna silvestres-Categorías de riesgo y especificaciones para su inclusión, exclusión o cambio-Lista de especies en riesgo. Otros dos mamíferos se encuentran en esta norma: la tuza de Mazamitla (P. alcorni) como sujeta a protección especial y el murciélago hocicudo mayor (Leptonycteris nivalis) como amenazado. Un registro notable lo constituye el ocelote (Leopardus pardalis), especie en peligro de extinción, del que se cuenta con evidencia fotográfica en el Área de Montaña (Chávez-León, 2005). CONANP. (2006) Programa de Conservación y Manejo Parque Nacional Barranca del Cupatitzio. SEMARNAT. pp. 196
También se han registrado cuatro mamíferos no nativos, la rata negra (Rattus rattus), ratón gris Mus musculus, gato doméstico Feliz silvestris catus y perro doméstico Canis lupus familiaris, que se encuentran principalmente asociados a construcciones humanas. El perro doméstico ha extendido su distribución en el Parque, encontrándose una población feral en la parte alta del Área de Montaña. En el Área de Río se encuentran menos especies de mamíferos que en el Área de Montaña. Se han reportado murciélagos como: Anoura geoffroyi, Sturnira ludovici y Myotis thysanodes. También se ha registrado la presencia de tlacuache Didelphys virginianus, ardilla gris Sciurus aureogaster, ardillón Spermophilus variegatus, mapache Procyon lotor y armadillo Dasypus novemcinctus; CEAP 1997, Chávez León, 2006. CONANP. (2006) Programa de Conservación y Manejo Parque Nacional Barranca del Cupatitzio. SEMARNAT. pp. 196 
Aves 
En la región de Uruapan se han reportado 190 especies de aves (Salas y Orduña, 1993; Villaseñor, 2005). Por medio de colecta con redes, observación directa, fototrampeo y grabación de cantos se han registrado 134 especies de aves en el Parque (Orduña y Salas, 1993b; Chávez-León, 2006) lo cual representa el 25.7% de las especies de aves en el estado de Michoacán y el 13.3% de las especies de la República Mexicana. CONANP. (2006) Programa de Conservación y Manejo Parque Nacional Barranca del Cupatitzio. SEMARNAT. pp. 196
La comunidad de aves de Barranca del Cupatitzio incluye 14 especies endémicas de México: la gallina coluda (Dendrortyx macroura); colibrí (Atthis heloisa); tapacaminos (Nyctiphrynus mcleodii); vencejo (Streptoprocne semicollaris); carpintero (Melanerpes chrysogenys); trepatroncos (Lepidocolaptes leucogaster); mosquero (Empidonax affinis), dos matracas (Campylorhinchus gularis, C. megalopterus); saltaparedes (Thryothorus felix); zorzal (Turdus rufopalliatus); mulato (Melanotis caerulescens); chipe (Ergaticus ruber) y un saltón (Atlapetes pileatus).CONANP. (2006) Programa de Conservación y Manejo Parque Nacional Barranca del Cupatitzio. SEMARNAT. pp. 196 
De las aves del Parque, siete están enlistadas en la NOM-059-SEMARNAT-2001: Protección ambiental-Especies nativas de México de flora y fauna silvestres-Categorías de riesgo y especificaciones para su inclusión, exclusión o cambio-Lista de especies en riesgo. De estas, seis están sujetas a protección especial: gavilán de Cooper Accipiter cooperii; gallina de monte coluda Dendrortyx macroura; mirlo acuático Cinclus mexicanus; jilguero Myadestes occidentalis; tapacamino prío Nyctiphrynus mcleodii y un carpintero Picoides arizonae (stricklandi). El zorzalito Catharus frantzii es considerado como amenazado. CONANP. (2006) Programa de Conservación y Manejo Parque Nacional Barranca del Cupatitzio. SEMARNAT. pp. 196 
Una especie introducida, el gorrión común Passer domesticus ha sido registrada en la zona de instalaciones de ambas secciones. En el Área de Río, las primaveras Turdus migratorius, T. rufopalliatus y T. assimilis son las especies más abundantes. Otras variedades identificadas en esta sección son: Cinclus mexicanus, Columbina inca, Cassidix mexicanus, Hirundo rustica, Toxostoma curvirostre y Pipilo fuscus. Existen otras especies de aves en menor número como lo es Molothrus aeneu.CONANP. (2006) Programa de Conservación y Manejo Parque Nacional Barranca del Cupatitzio. SEMARNAT. pp. 196
(CEAP 1997). Un registro sobresaliente lo constituye el loro frente blanco Amazona albifrons, del que se han observado grupos hasta de 15 individuos desde el año 2002, aunque no ha anidado en el Parque (Chávez-León, 2006), generalmente lo usan para pernoctar y durante el día vuelan hacia el Oriente y Sur de la ciudad de Uruapan, posiblemente para alimentarse. CONANP. (2006) Programa de Conservación y Manejo Parque Nacional Barranca del Cupatitzio. SEMARNAT. pp. 196
Reptiles 
Se han registrado 17 especies, lo cual representa el 11.6% de las 146 reportadas para Michoacán (CEAP, 1997; González, 2000; Chávez-León, 2006). Ocho de esas especies son endémicas de México, de las que cinco están consideradas como sujetas a protección especial por la NOM-059-SEMARNAT-2001: Protección ambiental-Especies nativas de México de flora y fauna silvestres-Categorías de riesgo y especificaciones para su inclusión, exclusión o cambio-Lista de especies en riesgo, Crotalus basiliscus, C. polystictus, Geophis petersii y G. tarascae y tres amenazadas Lampropeltis triangulum, Pituophis deppei y Thamnophis cyrtopsis. CONANP. (2006) Programa de Conservación y Manejo Parque Nacional Barranca del Cupatitzio. SEMARNAT. pp. 196
Anfibios
En el Parque se han registrado cinco especies, el tlaconete pinto (Pseudoeurycea belli), endémica de México, que de acuerdo a la NOM-059-SEMARNAT-2001: Protección ambiental-Especies nativas de México de flora y fauna silvestres-Categorías de riesgo y especificaciones para su inclusión, exclusión o cambio-Lista de especies en riesgo, se encuentra en la categoría de amenazada y cuatro ranas (CEAP, 1997; González, 2000; Chávez-León, 2006). De estas, Hyla bistincta y Syrrhophus angustidigitorum son endémicas y consideradas como especies sujetas a protección especial. Las cinco especies representan el 10% de las 40 reportadas para Michoacán. CONANP. (2006) Programa de Conservación y Manejo Parque Nacional Barranca del Cupatitzio. SEMARNAT. pp. 196 
Recursos renovables
Las actividades realizadas dentro del Parque, ya sea en materia de protección, fomento, recreación o cultura, no siempre han sido impulsadas tomando en cuenta su condición de ANP. Esto ha generado la introducción de especies vegetales exóticas, la invasión de fauna introducida, la modificación del paisaje natural al considerar solo el aspecto de embellecimiento con plantas de ornato, así como el desarrollo de actividades no compatibles con la conservación del Área.CONANP. (2006) Programa de Conservación y Manejo Parque Nacional Barranca del Cupatitzio. SEMARNAT. pp. 196 
Sin embargo, el Parque presenta condiciones para su restauración y conservación, ya que se ha reducido el impacto por asentamientos irregulares. Las actividades intensivas de uso público se concentran en el Área de Río, mientras que en el Área de Montaña, se presentan mejores condiciones para implementar actividades de conservación, ya que cuenta con la presencia de la mayoría de las especies de fauna y flora representativas de la región. CONANP. (2006) Programa de Conservación y Manejo Parque Nacional Barranca del Cupatitzio. SEMARNAT. pp. 196
Clima
De acuerdo a la Carta Estatal de Climas, escala 1:500,000 del INEGI (1985), basada en el sistema de clasificación de tipos de clima según Köppen modificado por García (1981), el Parque Nacional Barranca del Cupatitzio se encuentra en la zona que corresponde al grupo de climas templados "C"; al subgrupo de climas semicálidos "(A)C"; y al tipo semicálido húmedo con abundantes lluvias en verano "(A)C(m)(w)", con porcentaje de lluvia menor a 5. Por otra parte, la Carta Estatal de Fenómenos Climatológicos, escala 1:1,000,000, del INEGI (1985), indica que en la zona la temperatura media anual fluctúa entre 18 y 20 °C, la frecuencia de granizadas es de 2 a 4 días al año, la precipitación media anual es de 1,500 a 2,000 mm y la frecuencia de heladas de 5 a 20 días anuales. 
En el Área de Montaña se encuentra una estación meteorológica establecida y operada desde el año de 1966 por el Instituto Nacional de Investigaciones Forestales 

## Diagnóstico y problemática
AMBIENTAL
El Parque Nacional Barranca del Cupatitzio presenta muchos de los problemas característicos de un ANP en zonas volcánicas y de montaña. Sus elementos biológicos y recursos naturales han estado sujetos a las presiones semejantes a otras regiones forestales de México que están en contacto con zonas urbanas. En esta sección se presenta un listado de los principales problemas identificados en relación con los aspectos ambientales y la conservación de los recursos naturales. A cada uno de los problemas planteados corresponden acciones específicas dentro de los subProgramas de Conservación y Manejo. CONANP. (2006) Programa de Conservación y Manejo Parque Nacional Barranca del Cupatitzio. SEMARNAT. pp. 196
Se hizo una subdivisión de los problemas de gestión ambiental y conservación de los recursos naturales, agrupando bloques de problemas en relación con sus diferentes componentes: recursos renovables y recursos no renovables. Es difícil separar estos bloques ya que los diferentes subsistemas están interrelacionados. En cada bloque, los problemas se presentan en orden de prioridad. CONANP. (2006) Programa de Conservación y Manejo Parque Nacional Barranca del Cupatitzio. SEMARNAT. pp. 196

## Parque Eduardo Ruiz
El parque nacional Barranca del Cupatitzio, es conocido como el parque nacional Eduardo Ruiz en memoria del político, historiador, escritor y periodista que cedió los terrenos en los cuales se encuentra ahora el parque.

## La leyenda de La Rodilla Del Diablo

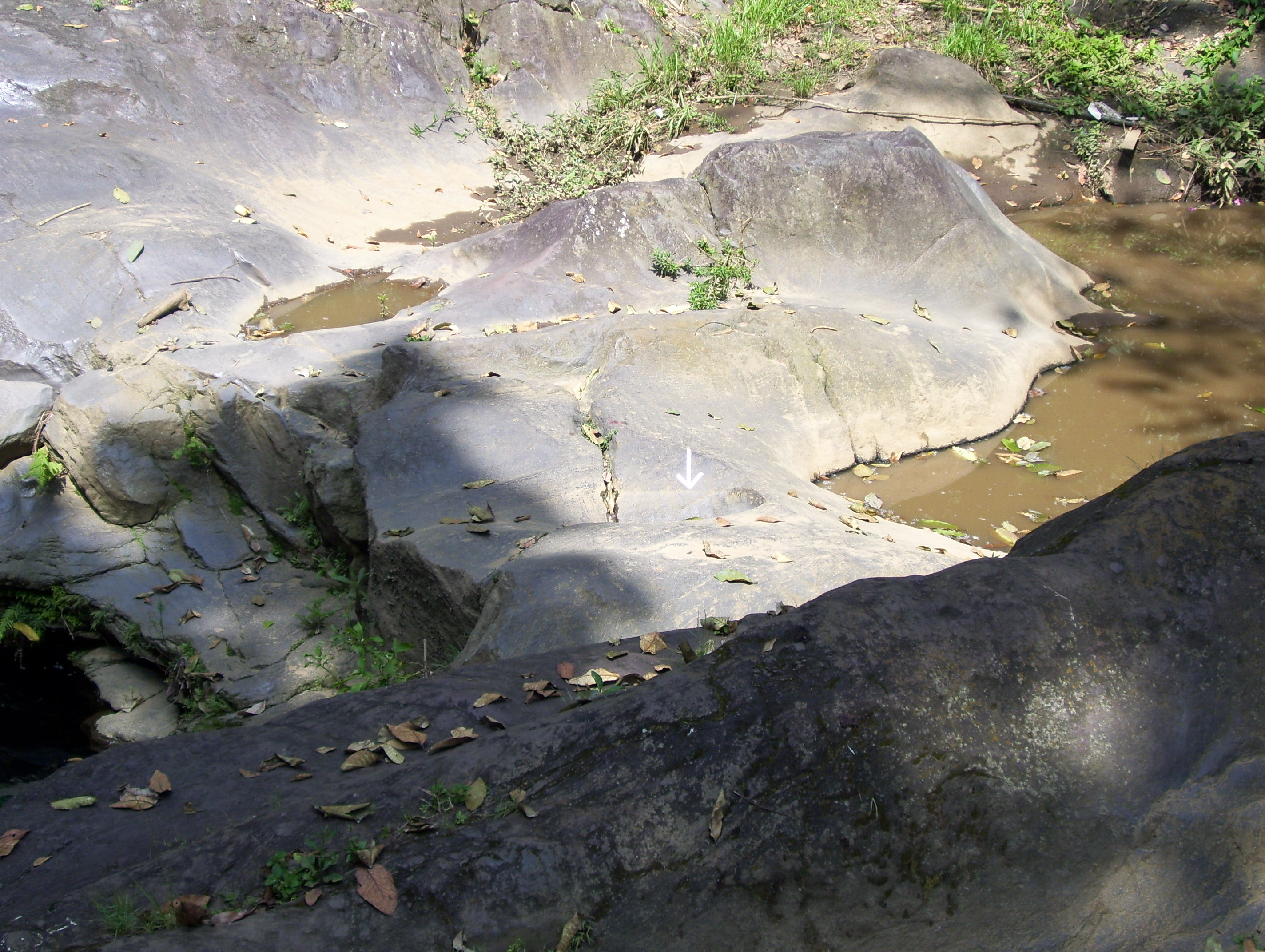
Rodilla del Diablo parque nacional Barranca del Cupatizio, Uruapan, Michoacán, México.

La leyenda cuenta que Juan Fray de San Miguel ahuyentaba al diablo de la cueva del nacimiento del manantial cuando este tropieza y cae con una rodilla dejándola marcada en las piedras y rompiendo el subsuelo empezó a nacer agua en esa parte de la barranca, lugar donde nace el río Cupatitzio.

## Objetivos de los parques nacionales

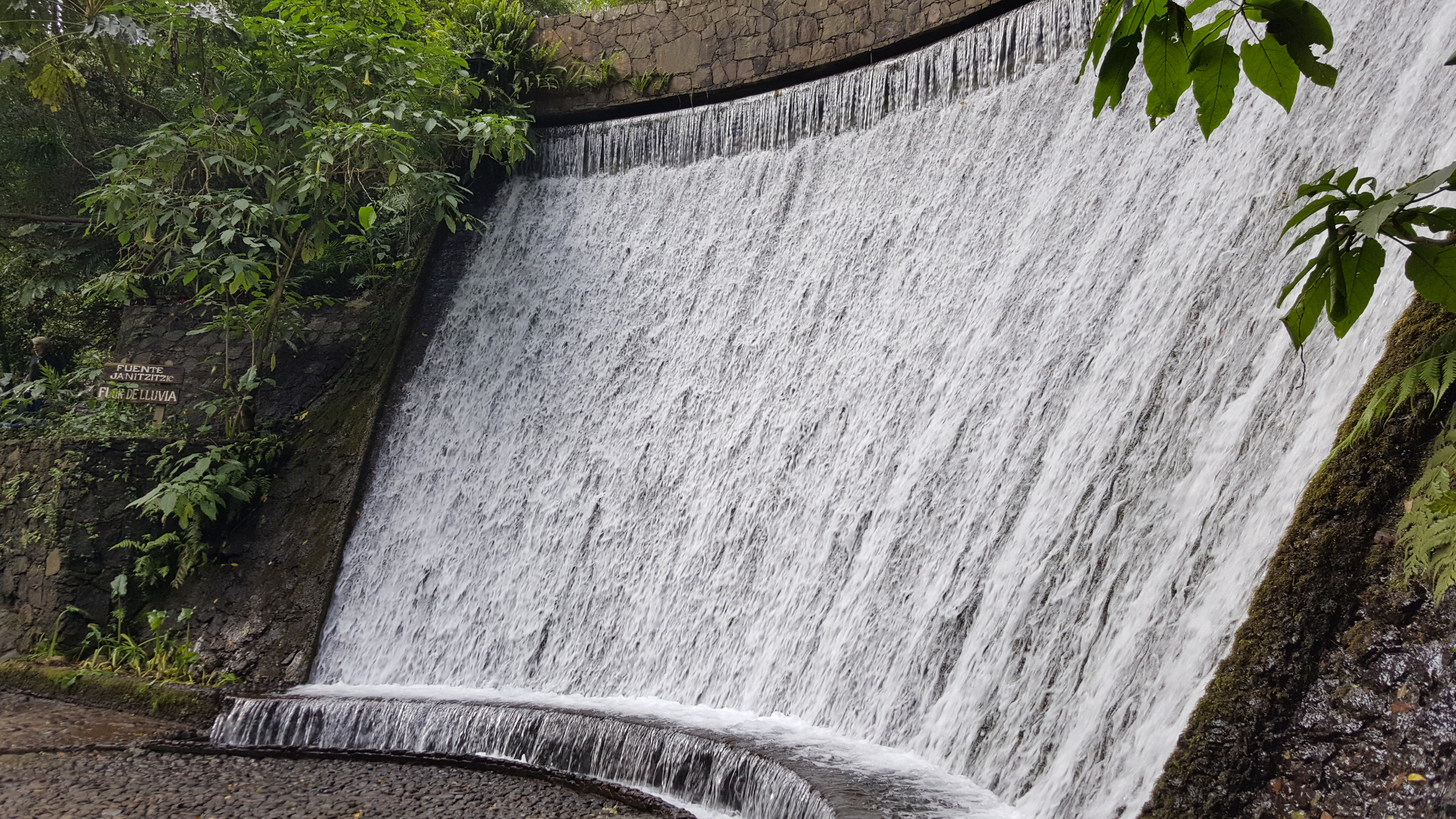
Fuente Janitzitzic, Flor de la lluvia

- Restaurar, proteger y conservar las áreas naturales, escénicas y culturales, que sean únicas y además representativas del patrimonio natural de la región y del país.
- Conservar los recursos genéticos en estado natural.

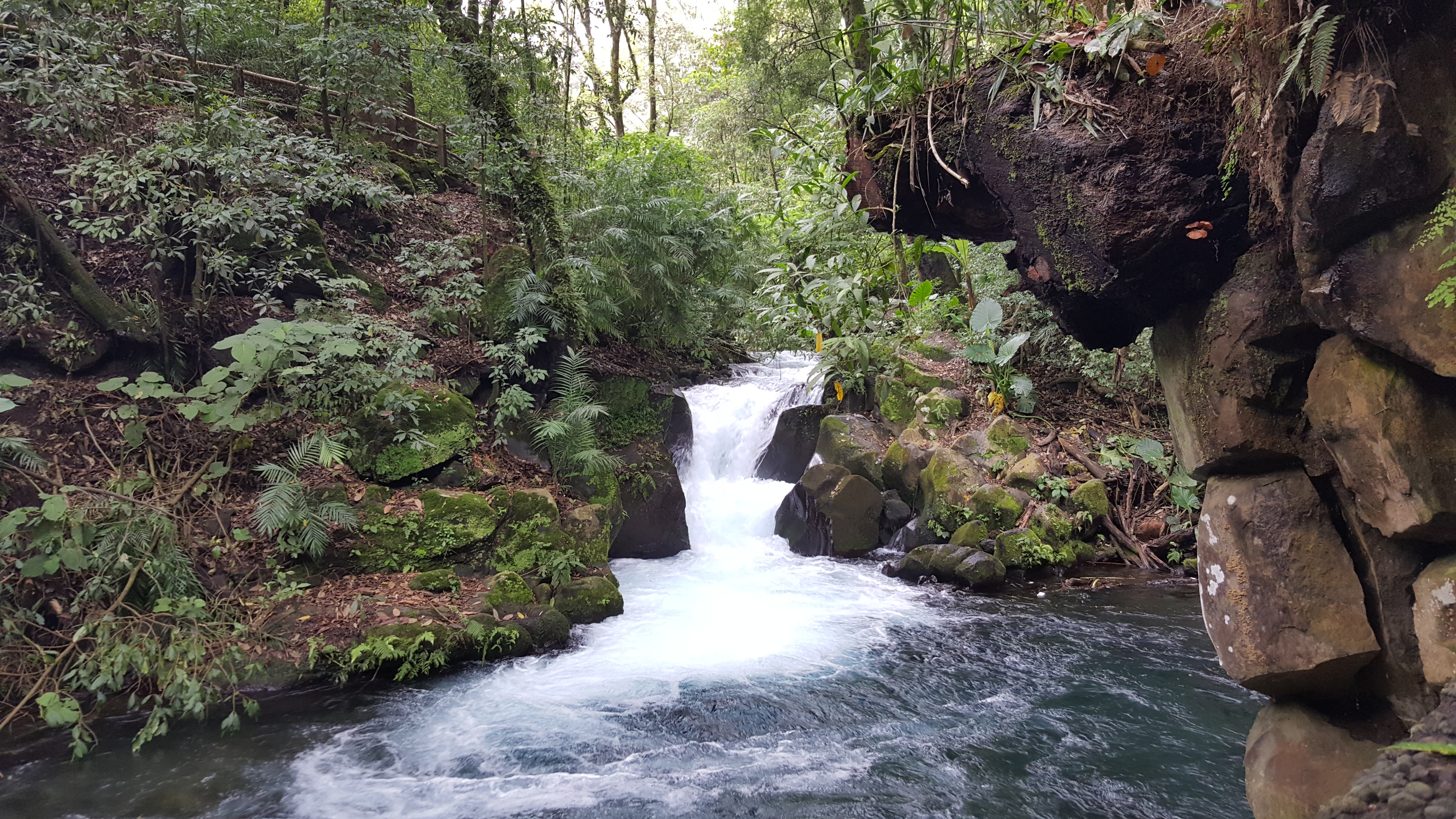
Río Cupatitzio

- Proporcionar facilidades para la recreación y la educación ecológica y ambiental.

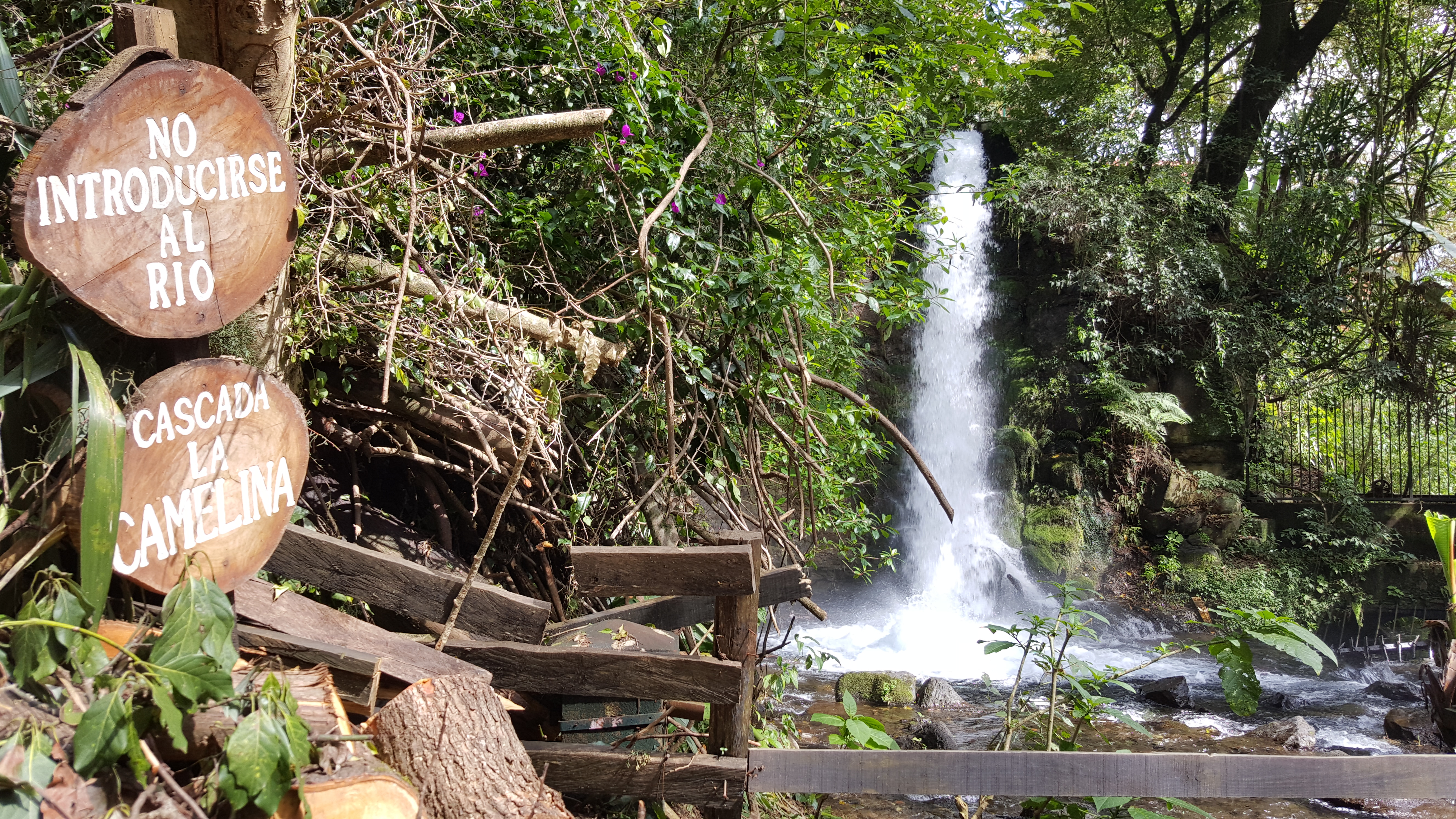
Cascada La Camelina

- Proteger, promover y difundir los valores históricos y culturales.

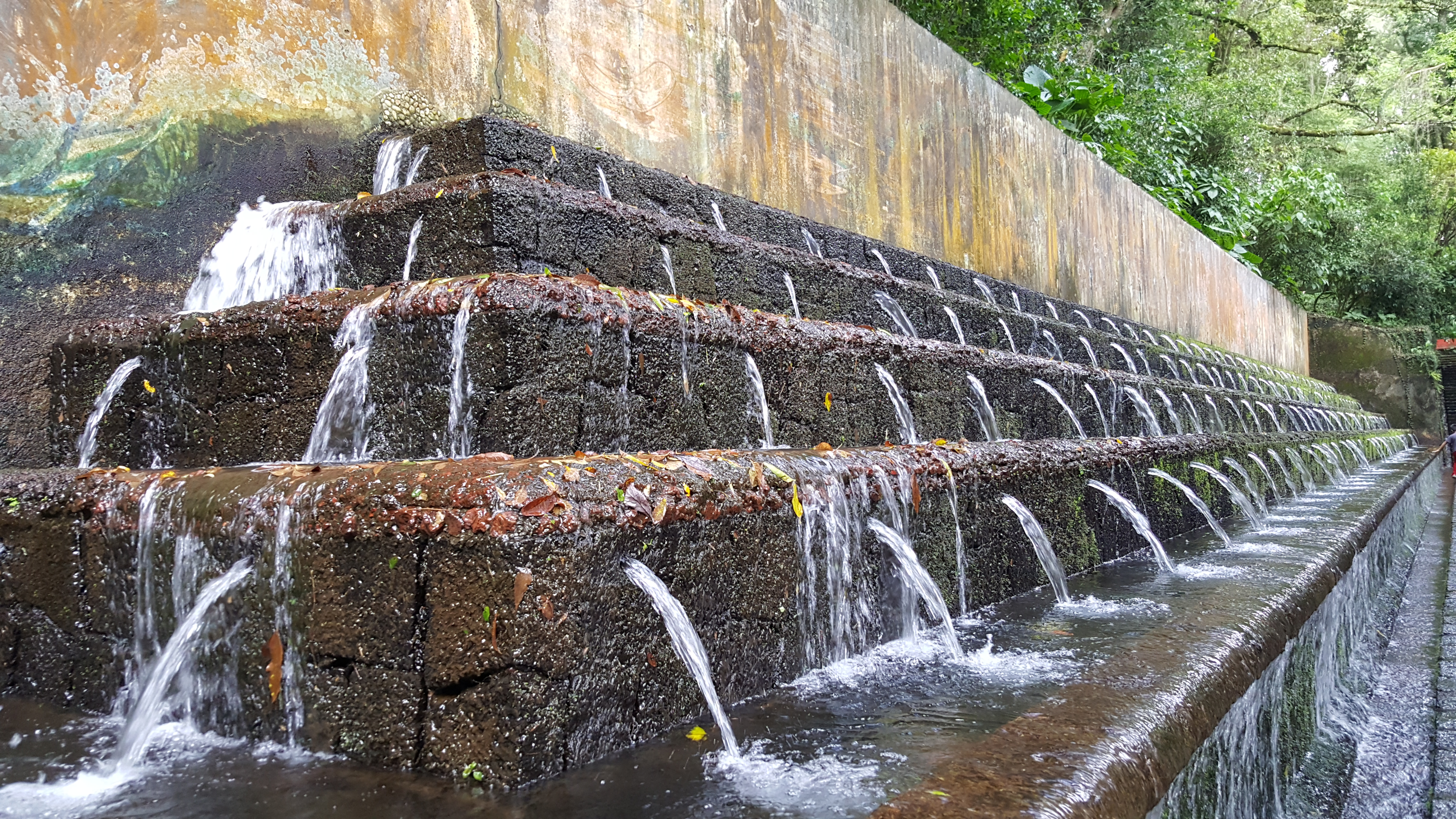
Fuente Escalonada

- Río CupatitzioProporcionar facilidades para la investigaciónCascada La CamelinaFuente Janitzitzic, Flor de la lluvia

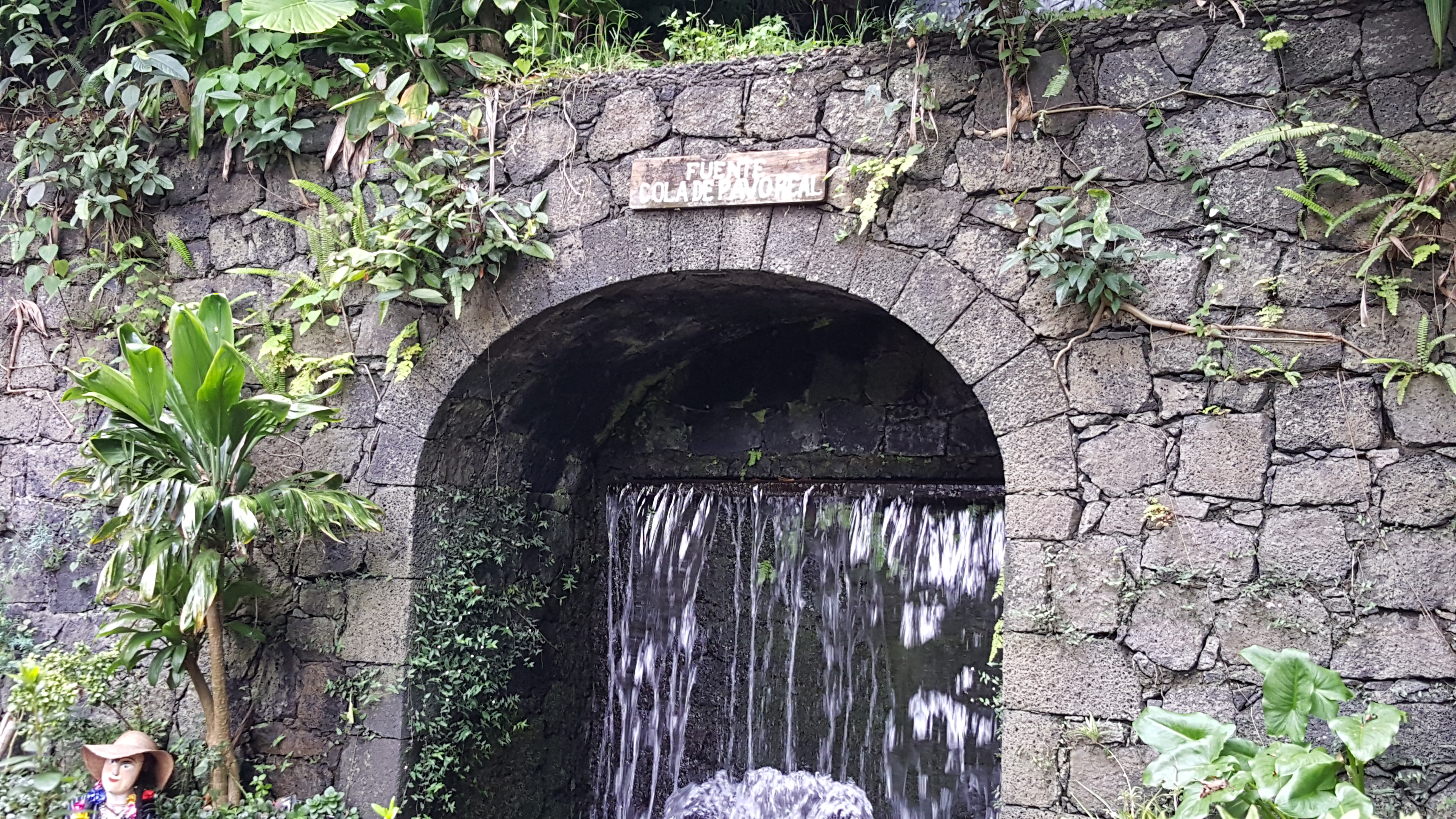
Fuente Cola Pavo Real